# Camerún en los Juegos Olímpicos de Atenas 2004
Camerún estuvo representado en los Juegos Olímpicos de Atenas 2004 por un total de 17 deportistas que compitieron en 5 deportes.  
El portador de la bandera en la ceremonia de apertura fue el halterófilo Vencelas Dabaya.

## Medallistas
El equipo olímpico camerunés obtuvo las siguientes medallas:
| Nombre                 | Deporte   | Competición    |
| ---------------------- | --------- | -------------- |
| Oro                    |           |                |
| Françoise Mbango Etone | Atletismo | Triple salto M |
| Plata                  |           |                |
| —                      |           |                |
| Bronce                 |           |                |
| —                      |           |                |